# Campeonato Europeu de Ginástica Artística de 2008 - Resultados masculinos
Os resultados masculinos do Campeonato Europeu de Ginástica Artística de 2008 contaram com todas as provas individuais por aparelhos somadas a disputa coletiva.

## Resultados
| Pos.              | Ginasta                  | Pts    |
| ----------------- | ------------------------ | ------ |
| Medalha de ouro   | RUS Anton Golotsutskov   | 15.450 |
| Medalha de prata  | ROM Răzvan Dorin Şelariu | 15.400 |
| Medalha de bronze | GER Fabian Hambüchen     | 15.350 |
| Medalha de bronze | RUS Maxim Deviatovski    | 15.350 |
| 5                 | BLR Dsmitri Sawizki      | 15.200 |
| 6                 | POR Manuel Campos        | 15.075 |
| 7                 | ITA Enrico Pozzo         | 14.925 |
| 8                 | GBR Kristian Thomas      | 14.425 |

| Pos.              | Ginasta                 | Pts    |
| ----------------- | ----------------------- | ------ |
| Medalha de ouro   | HUN Krisztian Berki     | 15.600 |
| Medalha de prata  | CRO Filip Ude           | 15.550 |
| Medalha de bronze | CRO Robert Seligman     | 15.500 |
| 4                 | ROM Flavius Koczi       | 15.200 |
| 5                 | ARM Harutyum Merdinyan  | 15.175 |
| 6                 | BEL Donna-Donny Truyens | 14.550 |
| 7                 | RUS Nikolai Kryukov     | 13.525 |
| 8                 | BLR Dsmitri Sawizki     | 13.150 |

| Pos.              | Ginasta                 | Pts    |
| ----------------- | ----------------------- | ------ |
| Medalha de ouro   | NED Yuri van Gelder     | 15.750 |
| Medalha de prata  | BUL Jordan Jovtchev     | 15.600 |
| Medalha de bronze | FRA Danny Rodrigues     | 15.550 |
| 4                 | CYP Irodotos Georgallas | 15.525 |
| 5                 | ISR Eduard Gholub       | 15.425 |
| 6                 | UKR Oleksandr Vorobiov  | 15.325 |
| 7                 | RUS Maxim Deviatovski   | 15.275 |
| 8                 | RUS Yuri Ryazanov       | 14.975 |

| Pos.              | Ginasta                    | Pts    |
| ----------------- | -------------------------- | ------ |
| Medalha de ouro   | POL Leszek Blanik          | 16,562 |
| Medalha de prata  | BLR Dimitri Kaspiarowitsch | 16,400 |
| Medalha de bronze | ROM Ilie Daniel Popescu    | 16,350 |
| 4                 | RUS Anton Golotsutskov     | 16,175 |
| 5                 | ROM Răzvan Dorin Şelariu   | 15,975 |
| 5                 | NED Jeffrey Wammes         | 15,975 |
| 5                 | GER Fabian Hambüchen       | 15,975 |
| 8                 | LAT Jevgēņijs Saproņenko   | 15,525 |

| Pos.              | Ginasta                  | Pts    |
| ----------------- | ------------------------ | ------ |
| Medalha de ouro   | SLO Mitja Petkovšek      | 16,025 |
| Medalha de prata  | FRA Yann Cucherat        | 16,000 |
| Medalha de bronze | RUS Nikolai Kryukov      | 15,875 |
| 4                 | UKR Valeri Goncharov     | 15,775 |
| 5                 | GER Fabian Hambüchen     | 15,700 |
| 6                 | BLR Alexander Zarewitsch | 15,575 |
| 7                 | RUS Maxim Deviatovski    | 15.275 |
| 8                 | GBR Vasileios Tsolakidis | 14,475 |

| Pos.              | Ginasta              | Pts    |
| ----------------- | -------------------- | ------ |
| Medalha de ouro   | GER Fabian Hambüchen | 16,025 |
| Medalha de prata  | GBR Vlasios Maras    | 15,850 |
| Medalha de bronze | SLO Aljaž Pegan      | 15,300 |
| Medalha de bronze | TUR Ümit Şamiloğlu   | 15,300 |
| 5                 | NED Jeffrey Wammes   | 14,750 |
| 6                 | ITA Igor Cassina     | 14,500 |
| 7                 | GER Robert Weber     | 14,225 |
| 8                 | POL Roman Kulesza    | 13,650 |

### Equipes
Finais
| Posição           | País         | Ginastas                                                                                            | Total   |
| ----------------- | ------------ | --------------------------------------------------------------------------------------------------- | ------- |
| Medalha de ouro   | Rússia       | Sergei Khorokhordin Maxim Deviatovski Yuri Ryazanov Nikolai Kryukov Anton Golotsutskov              | 272.450 |
| Medalha de prata  | Alemanha     | Fabian Hambüchen Robert Juckel Philipp Boy Marcel Nguyen Robert Weber                               | 269.575 |
| Medalha de bronze | Roménia      | Ilie Daniel Popescu Flavius Koczi Răzvan Dorin Şelariu Cosmin Maliţa George Robert Stănescu         | 268.950 |
| 4                 | Bielorrússia | Denis Sawenkow Dsmitri Sawitschki Dimitri Kaspiarowitsch Alexander Tscharewitsch Uladsimir Jermakow | 266.450 |
| 5                 | França       | Raphaël Wignanitz Gaël da Silva Yann Cucherat Dimitri Karbanenko Danny Rodrigues                    | 266.350 |
| 6                 | Ucrânia      | Valeri Goncharov Oleksandr Vorobiov Roman Sosulja Mjkola Kuksenkow Olexander Suprun                 | 265.875 |
| 7                 | Suíça        | Niki Böschenstein Claudio Capelli Mark Ramseier Christoph Schärer Dennis Mannhart                   | 264.900 |
| 8                 | Itália       | Matteo Angioletti Alberto Busnari Igor Cassina Matteo Morandi Enrico Pozzo                          | 263.475 |